# World Kickboxing Federation
Die World Kickboxing Federation (WKF) ist einer der internationalen Fachverbände für die Sportart Kickboxen. Gegründet wurde die WKF im Jahr 1965 und hat seit 2008 einen Europäischen Vorstand. Der Österreicher Fritz Exenberger ist seit 2011 World director/CEO.
Im Dezember 2017 hatte die WKF 142 nationale Verbände als Mitglieder, die aufgeteilt auf sechs kontinentale Verbände: Afrika, Asien, Australien, Europa, Lateinamerika und Nordamerika.
Die WKF unterscheidet zwischen Amateur- und Profikickboxen mit den Disziplinen Semikontakt (wird auch Pointfighting genannt) und Leichtkontakt als Mattensport. Im Ringsport Vollkontakt, Lowkick, K-1 und Thaiboxen.
Im Wechsel werden kontinentale Meisterschaften (z. B. Europameisterschaft) und Weltmeisterschaften ausgetragen. Zudem werden World Cups und internationale Turniere veranstaltet.
Die WKF führt eine Weltrangliste der Profis für PRO-AM, Ringsport und MMA. Seit 1. Januar 2011 wird PPF - Pro Point fighting angeboten. Damit werden die sehr zahlreichen Semikontakt Pointfighter aufgewertet und haben so auch die Möglichkeit um echte, anerkannte PPF Titel zu kämpfen.
Alle WKF Ranglisten werden wöchentlich aktualisiert.
Im März 2018 ist mit Moldawien (WKF EUROPE) das 143. Mitgliedsland beigetreten.